# Cratere Schubert (Mercurio)
Schubert è un cratere sulla superficie di Mercurio.
Il cratere è dedicato al compositore austriaco Franz Schubert.